# 黃綺琳
黃綺琳（英語：Norris Wong，1987年5月4日—），香港導演、編劇及填詞人。
她曾以首部劇情長片《金都》獲得第39屆香港電影金像獎新晉導演獎，以及入圍金馬獎最佳新導演。

## 生平
黃綺琳中學就讀於嘉諾撒聖家書院，2009年畢業於香港中文大學生物系、2012年於香港浸會大學電影學院取得藝術碩士，主修電影製作。
2006年開始為原創歌曲填詞，並在《填tian 2010全港首個公開填詞比賽》中獲得冠軍。2011年簽約成為華納音樂版權 (Warner/Chappell) 旗下合約填詞人。
2018年，身為第四屆首部劇情電影計劃大專組得獎者的黃綺琳就香港電影而接受訪問時表示認為新晉導演多為電影學院畢業生，取材偏向社會性，亦建議政府可以考慮資助香港人入場觀賞本土電影。
2019年，黃綺琳擔任導演和編劇的首部劇情電影《金都》上映，她憑這齣電影獲得第26屆香港電影評論學會大獎最佳編劇和第39屆香港電影金像獎新晉導演獎項。
2024年，黃綺琳改編拙作《我很想成為文盲填詞人》成電影《填詞L》上映，講述她本人追尋成為專業填詞人的夢想。黃綺琳為《填詞L》電影內的歌曲填詞，包括主題曲《填詞魂》，一句「誰保證熱血可兌換動人結尾」令樂迷誓要「創造奇蹟」，成功奪得第42屆香港電影金像獎最佳原創電影歌曲獎項。

## 導演作品
- 2011《鼾魔》短片[5]入圍新加坡影匯ScreenSingapore亞洲短片。
- 2012《赤鱲角到天水圍是我愛你最佳距離》短片／畢業作品，由著名填詞人陳詠謙主演及主唱電影主題曲《裂痕》[6]。《赤》獲邀至深圳圓筒大學生影像展及東京國際同志電影節[7]、西安國際影像展映季2012、香港國際影視展2013: Short Film Corner、66th Festival de Cannes: Short Film Corner、9th InDPanda International Short Film Festival、17th Thai Short Film and Video Festival及法國Poitiers International Film Festival參展，並入圍第四屆澳門國際電影節大學生短片大賽及「香港心」短片創作比賽2012 學生組季軍。
- 2013年《落踏》鮮浪潮短片由丁樂鍶、麥子樂主演，獲鮮浪潮公開組最佳劇本獎。《落踏》獲邀至意大利烏甸尼遠東電影節及德國28th Stuttgart Filmwinter Festival For Expanded Media等影展參展。[8][9]
- 2017 《復仇者．魔》（聯合導演）優酷網絡大電影，張建聲、趙詠瑤、周子龍主演。
- 2018 《女明星失蹤事件》（聯合導演）愛奇藝網絡大電影，張建聲、趙詠瑤、周子龍主演。
- 2019 《金都》鄧麗欣、朱栢康主演。
- 2023《填詞L》鍾雪瑩主演。
- 2023《此時此刻》〈舊的〉、〈你心裡的鬼〉
- 2024《愛情城事－第一劑疫苗》

## 編劇作品
- 《警界線》（2013）（香港電視）（編劇之一）
- 《錯過》（2015）（慈善電影）
- 《遇上200%的你》（2015）（網劇）（編劇之一）
- 《瑪嘉烈與大衛系列 綠豆》（2016）（ViuTV）
- 《我不是》（2016）（超迷你音樂劇集）
- 《骨妹》（2017）（電影）（編劇助理）
- 《復仇者．魔》（2017）（優酷網絡大電影）
- 《女明星失蹤事件》（2018）（愛奇藝網絡大電影）
- 《歎息橋》（2020）（优酷、ViuTV）
- 《金都》（2020）（電影）
- 《伴》《絆》（2022）（李佳芯為《耆智園》宣傳腦退化症 慈善短片）
- 《＃她和她的戀愛小動作》（2022）（Viu網劇）
- 《猛鬼3寶》（2022）（電影）
- 《填詞L》（2023）（電影）
- 《島嶼協奏曲》（2024）（ViuTV）

## 出版作品
- 《三喊姻緣[10]》（2005）（筆名羅維絲）
- 《潮劍客[11]》（2007）（筆名羅維絲）
- 《我很想成為專業填詞人[12]》（2012）（電子書）
- 《我很想成為文盲填詞人[13]》（2013）
- 《王維基百科》（2014）（合著）
- 《MoMo Family》漫畫創刊號（2016）（編劇）
- 《MoMo Family》漫畫第二期（2017）（編劇）
- 《填詞L——原著及電影創作全集》（2024）

## 填詞作品

### 2009年
| - 周俊威 - 雅歌 - 周俊威 - 一起 - 周俊威 - 與神共舞 - 周俊威 - 平定風浪 |

### 2011年
| - 梁卓生 - 情遠著陸 - 劉威煌 - 現在很好 不過（第22屆CASH流行曲創作大賽網上最受歡迎歌曲） - Chris Polanco、六號@RubberBand - 沒有你我還心跳幹什麼 |

### 2012年
| - 陳詠謙 - 裂痕 |

### 2013年
| - Yellow! - 理想再見 - 陳詩慧 - 正是我的夢（This is my dream中文版） - 曾翠如 - 跑足全程（跑online香港版2013 年主題曲） - 曾翠如 - 落踏 |

### 2014年
| - 羅敏莊、劉雅麗、林澤群、朱栢謙等 - 唯獨舞台 DOGS香港本土音樂劇 |

### 2015年
| - 趙浚承 - 木偶探戈 |

### 2016年
| - Mission Of The Day - 灰燼 - Mission Of The Day - 廢青日常 - Mission Of The Day - 獨立 |

### 2017年
| - sp'ACE - 無法一吻 - 享樂團 - 再見舊城 |

### 2018年
| - 享樂團 - 一念天堂 （電影〈入鐵籠〉主題曲） - 章尾而 - 已回不去 |

### 2020年
- 鄧麗欣 - 金都（電影 《金都》主題曲）
- 享樂團 - 直到世界塌下

### 2021年
- 享樂團 - 撤出理想地圖

### 2022年
- ANSONBEAN、Kayan9896、林千渟 - 作動小愛戀（電視劇 《＃她和她的戀愛小動作》主題曲）

### 2023年
- 謝雅兒 - 填詞魂（電影《填詞L》主題曲）
- 群星 - 聖愛的海洋（電影《填詞L》插曲）
- 群星 - 校歌（電影《填詞L》插曲）
- 周漢寧 - 我們敬師吧（電影《填詞L》插曲）
- 鄧麗英、陳書昕 - 家常便飯（電影《填詞L》插曲）
- 鍾雪瑩 - 髮菜歌（電影《填詞L》插曲）
- Chris Lee - 秘密情人 假日文 (Demo)（電影《填詞L》插曲）
- Chris Lee - 秘密情人 廣東話 (Demo)（電影《填詞L》插曲）
- 陳進 - 秘密情人 國語 (Demo)（電影《填詞L》插曲）
- 鍾雪瑩 - 填詞比賽歌曲（電影《填詞L》插曲）
- 許仲文 - 毒蘑菇（電影《填詞L》插曲）
- ANSONBEAN - 夢想太貴（電影《填詞L》插曲）
- ANSONBEAN、謝雅兒 - HK Free Rider（電影《填詞L》插曲）
- 享樂團 - 殿堂

### 2024年
- 邱志宇 - 百口莫辯
- 鄭秀文 - 盲盒
- 謝雅兒 - 每一次最後
- 陳卓 - 同渡宇宙
- 半肥瘦 - 彼得與狼無伴奏音樂劇

### 2025年
- 半肥瘦 - 囉嗦到下個冬季

## 獎項及提名紀錄
| 年份 | 頒獎典禮                   | 獎項             | 影片      | 結果 |
| ---- | -------------------------- | ---------------- | --------- | ---- |
| 2019 | 第56屆金馬獎               | 最佳新導演       | 《金都》  | 提名 |
| 2019 | 第56屆金馬獎               | 最佳原創電影歌曲 | 《金都》  | 提名 |
| 2020 | 第26屆香港電影評論學會大獎 | 最佳導演         | 《金都》  | 提名 |
| 2020 | 第26屆香港電影評論學會大獎 | 最佳編劇         | 《金都》  | 獲獎 |
| 2020 | 第39屆香港電影金像獎       | 最佳編劇         | 《金都》  | 提名 |
| 2020 | 第39屆香港電影金像獎       | 新晉導演         | 《金都》  | 獲獎 |
| 2020 | 第39屆香港電影金像獎       | 最佳原創電影歌曲 | 《金都》  | 提名 |
| 2023 | 第60屆金馬獎               | 最佳改編劇本     | 《填詞L》 | 提名 |
| 2024 | 第42屆香港電影金像獎       | 最佳原創電影歌曲 | 《填詞L》 | 獲獎 |